# Halálozások 1995-ben
Ez a szócikk az 1995-ben elhunyt nevezetes személyeket sorolja fel.

## Ismeretlen hónap
| Dátum          | Név                       | Foglalkozás / tisztség | Kor | Forrás |
| -------------- | ------------------------- | ---------------------- | --- | ------ |
| Ismeretlen nap | Bernice Ackerman          | amerikai meteorológus  | 070 | –      |
| Ismeretlen nap | Santiago Rodríguez Bonome | spanyol szobrász       | 094 | –      |
| Ismeretlen nap | Kitagava Maszao           | japán botanikus        | 085 |        |
| Ismeretlen nap | Pallós Istvánné           | pedagógus              | 073 | –      |

## December
| Dátum        | Név                                   | Foglalkozás / tisztség                                                                | Kor | Forrás |
| ------------ | ------------------------------------- | ------------------------------------------------------------------------------------- | --- | ------ |
| december 30. | Heiner Müller                         | német költő, író, drámaíró                                                            | 066 |        |
| december 29. | Lita Grey                             | amerikai színésznő, Charlie Chaplin második felesége                                  | 087 |        |
| december 29. | Majer Antal                           | erdőmérnök, egyetemi tanár                                                            | 075 | –      |
| december 25. | Emmanuel Lévinas                      | litván-francia filozófus, talmudista                                                  | 089 | –      |
| december 25. | Dean Martin                           | amerikai énekes, színész                                                              | 078 | –      |
| december 23. | Patric Knowles                        | brit-amerikai színész                                                                 | 084 | [ 3 ]  |
| december 22. | Butterfly McQueen                     | amerikai színésznő                                                                    | 084 |        |
| december 22. | James Meade                           | Közgazdasági Nobel-emlékdíjas brit közgazdász                                         | 088 |        |
| december 20. | Madge Sinclair                        | jamaicai színésznő                                                                    | 057 |        |
| december 18. | Olosz Egon                            | erdélyi magyar orvos, szakíró                                                         | 075 | –      |
| december 18. | Konrad Zuse                           | német mérnök, a számítástechnika úttörője, az első működő számítógép elkészítője      | 085 | –      |
| december 16. | Albert Alberts                        | holland író, műfordító, újságíró                                                      | 084 |        |
| december 16. | Kiss Jenő                             | költő, író, műfordító                                                                 | 083 | –      |
| december 16. | Simonffy András                       | kétszeres József Attila-díjas (1974, 1982) író                                        | 054 | –      |
| december 13. | Anatolij Sztyepanovics Gyatlov        | a csernobili atomerőmű üzemeltetési főmérnökének helyettese az atomkatasztrófa idején | 064 | –      |
| december 12. | Schnell László                        | gépészmérnök, egyetemi professzor, feltaláló                                          | 077 | –      |
| december 11. | Allene Jeanes                         | amerikai kémikus                                                                      | 089 |        |
| december 10. | Benedek András                        | író, dramaturg, színkritikus, műfordító                                               | 082 | –      |
| december 9.  | Douglas Corrigan                      | amerikai pilóta                                                                       | 088 | –      |
| december 9.  | Henry Odera Oruka                     | kenyai filozófus                                                                      | 051 | –      |
| december 8.  | George J. Lewis                       | mexikói származású amerikai színész                                                   | 091 |        |
| december 7.  | Mildred Adams Fenton                  | amerikai geológus, őslénykutató                                                       | 096 |        |
| december 7.  | Szabó T. Ádám                         | erdélyi magyar nyelvész, művelődéstörténész                                           | 049 | –      |
| december 6.  | Margaret Mayall                       | amerikai csillagász                                                                   | 093 |        |
| december 5.  | Alekszandr Leonyidovics Kajdanovszkij | orosz színész, rendező és forgatókönyvíró                                             | 049 | –      |
| december 5.  | Méliusz József                        | erdélyi író, költő, műfordító                                                         | 086 | –      |
| december 5.  | Clair Cameron Patterson               | amerikai geokémikus                                                                   | 073 | –      |
| december 4.  | Robert Parrish                        | amerikai gyerekszínész, filmrendező                                                   | 079 |        |
| december 2.  | Robertson Davies                      | kanadai író, újságíró, kritikus                                                       | 082 |        |
| december 2.  | Roxie Roker                           | amerikai színésznő                                                                    | 066 |        |
| december 2.  | Tarr Béla                             | szcenikus, díszlettervező                                                             | 069 | –      |
| december 2.  | Telkes Mária                          | magyar származású amerikai tudós, feltaláló, a napenergia kutatásának egyik úttörője  | 094 | –      |

## November
| Dátum          | Név                 | Foglalkozás / tisztség                                                    | Kor | Forrás |
| -------------- | ------------------- | ------------------------------------------------------------------------- | --- | ------ |
| Ismeretlen nap | Buffy Dee           | olasz-amerikai színész (Nyomás utána!), zenész                            | 072 | –      |
| november 29.   | Koltai Jenő         | rajzfilmrendező                                                           | 059 | –      |
| november 27.   | Giancarlo Baghetti  | olasz autóversenyző, Formula–1-es pilóta                                  | 060 | –      |
| november 27.   | Csubela Ferenc      | vajdasági magyar politikus, a VMSZ első elnöke                            | 058 | –      |
| november 24.   | Jeffrey Lynn        | amerikai színész                                                          | 086 |        |
| november 23.   | Louis Malle         | francia filmrendező, forgatókönyvíró, operatőr                            | 063 |        |
| november 22.   | Elinborg Lützen     | feröeri grafikus                                                          | 076 |        |
| november 21.   | Peter Grant         | angol zenei menedzser (Led Zeppelin)                                      | 060 | –      |
| november 18.   | Reinhard Kolldehoff | német színész                                                             | 081 | [ 4 ]  |
| november 16.   | Ralph Kronig        | német fizikus                                                             | 091 |        |
| november 14.   | Huszák István       | Kossuth-díjas orvos, ideggyógyász, egyetemi tanár                         | 089 | –      |
| november 12.   | Paul Frantz         | luxemburgi kerékpárversenyző                                              | 080 |        |
| november 12.   | Makai Imre          | József Attila-díjas műfordító                                             | 075 | –      |
| november 12.   | Robert Stephens     | angol színész                                                             | 064 |        |
| november 12.   | Szénássy Barna      | matematikus, tudománytörténész, egyetemi tanár                            | 081 | –      |
| november 11.   | Corneliu Coposu     | román politikus, szenátor, a Román Nemzeti Parasztpárt elnöke (1989–1995) | 071 | –      |
| november 11.   | Gőgh Kálmán         | magyar származású csehszlovák válogatott labdarúgó, edző                  | 047 | –      |
| november 10.   | Jan Redelfs         | német nemzetközi labdarúgó-játékvezető                                    | 060 | –      |
| november 8.    | Gertrude Messinger  | amerikai színésznő                                                        | 084 |        |
| november 8.    | Pór Judit           | műfordító, esszéista, irodalomtörténész, szerkesztő                       | 064 | –      |
| november 7.    | Ann Dunham          | amerikai antropológus, Barack Obama anyja                                 | 052 | –      |
| november 7.    | John Patrick        | Pulitzer-díjas amerikai drámaíró                                          | 090 |        |
| november 5.    | Ernest Gellner      | brit-német-cseh antropológus, filozófus, szociológus                      | 069 |        |
| november 4.    | Gilles Deleuze      | francia filozófus, esztéta, filmteoretikus                                | 070 | –      |
| november 3.    | Bojan Adamič        | szlovén zeneszerző                                                        | 083 |        |
| november 3.    | Cordelia Urueta     | mexikói képzőművész                                                       | 087 | –      |

## Október
| Dátum       | Név                   | Foglalkozás / tisztség                                | Kor | Forrás |
| ----------- | --------------------- | ----------------------------------------------------- | --- | ------ |
| október 29. | Dienes István         | régész                                                | 066 | —      |
| október 29. | Terry Southern        | amerikai író                                          | 071 |        |
| október 28. | Julien Bertheau       | francia színházi színész                              | 085 |        |
| október 27. | Marta Colvin          | chilei szobrász                                       | 088 |        |
| október 27. | Jacques Heurgon       | francia klasszika-filológus, történész, etruszkológus | 092 |        |
| október 25. | Peter Rice            | ír építőmérnök                                        | 057 |        |
| október 25. | Bobby Riggs           | amerikai teniszező                                    | 077 |        |
| október 24. | Émile Jonassaint      | haiti politikus, államelnök (1994)                    | 082 |        |
| október 22. | Kingsley Amis         | angol író, költő, kritikus                            | 073 |        |
| október 22. | Mario Costa           | olasz filmrendező                                     | 085 |        |
| október 22. | Mary Wickes           | amerikai színésznő (Apáca show)                       | 085 |        |
| október 18. | Claudio Brook         | mexikói színész                                       | 068 |        |
| október 18. | Franco Fabrizi        | olasz színész                                         | 079 |        |
| október 17. | Zolnay Pál            | Balázs Béla-díjas filmrendező, dramaturg              | 067 | –      |
| október 17. | Borovszky Ambrus      | magyar politikus, vállalatvezető                      | 083 |        |
| október 7.  | Olga Taussky-Todd     | osztrák-amerikai matematikus                          | 089 |        |
| október 7.  | Gérard de Vaucouleurs | francia-amerikai csillagász                           | 077 |        |
| október 6.  | Mándy Iván            | Kossuth-díjas író                                     | 076 | –      |
| október 3.  | Elena Quiroga         | spanyol író                                           | 073 |        |

## Szeptember
| Dátum          | Név                    | Foglalkozás / tisztség                                     | Kor | Forrás |
| -------------- | ---------------------- | ---------------------------------------------------------- | --- | ------ |
| szeptember 23. | Fritz Christen         | német SS-katona, a Lovagkereszt első közkatona tulajdonosa | 074 | –      |
| szeptember 23. | Albrecht Unsöld        | német csillagász, asztrofizikus                            | 090 |        |
| szeptember 20. | Baka István            | költő, műfordító                                           | 049 | –      |
| szeptember 19. | Rudolf Peierls         | német-brit fizikus                                         | 088 |        |
| szeptember 16. | Leo Horn               | holland nemzetközi labdarúgó-játékvezető                   | 079 | –      |
| szeptember 15. | Dezső Ervin            | fizikus, mérnök                                            | 082 |        |
| szeptember 15. | Török István           | színész                                                    | 071 |        |
| szeptember 13. | Csorba Győző           | Kossuth-díjas költő, műfordító                             | 078 | –      |
| szeptember 13. | Frank Silva            | indián származású amerikai színész                         | 044 |        |
| szeptember 12. | Jeremy Brett           | angol színész (Sherlock Holmes kalandjai)                  | 061 | –      |
| szeptember 12. | Grahame Clark          | brit régész, őskorkutató                                   | 088 |        |
| szeptember 10. | Charles Denner         | francia színész                                            | 069 |        |
| szeptember 10. | Derek Meddings         | brit díszlet- és látványtervező                            | 064 |        |
| szeptember 9.  | Móricz Virág           | írónő, Móricz Zsigmond legidősebb lánya                    | 085 | –      |
| szeptember 9.  | Marina Núñez del Prado | bolíviai szobrász                                          | 084 |        |
| szeptember 5.  | Zulu Sofola            | nigériai drámaíró                                          | 060 |        |
| szeptember 1.  | Nagy Ödön              | erdélyi református lelkész, néprajzkutató                  | 081 | –      |

## Augusztus
| Dátum         | Név                        | Foglalkozás / tisztség                                                       | Kor | Forrás |
| ------------- | -------------------------- | ---------------------------------------------------------------------------- | --- | ------ |
| augusztus 29. | Frank Perry                | amerikai rendező, producer                                                   | 065 |        |
| augusztus 28. | Michael Ende               | német író                                                                    | 068 | –      |
| augusztus 27. | Mary Beth Hughes           | amerikai színésznő                                                           | 075 |        |
| augusztus 27. | Václav Ježek               | Európa-bajnok csehszlovák labdarúgóedző                                      | 071 |        |
| augusztus 25. | Subrahmanyan Chandrasekhar | Nobel-díjas indiai származású amerikai fizikus, asztrofizikus és matematikus | 084 | –      |
| augusztus 25. | Pongrácz Antónia           | erdélyi magyar iparművész, grafikus                                          | 060 | –      |
| augusztus 24. | Zbyněk Brynych             | csehszlovák filmrendező, forgatókönyvíró                                     | 068 | –      |
| augusztus 23. | Alfred Eisenstaedt         | német-amerikai fotóriporter, haditudósító                                    | 096 |        |
| augusztus 21. | Guri Richter               | dán színésznő                                                                | 078 |        |
| augusztus 20. | Szabó József               | erdélyi magyar biológus, biológiai szakíró, egyetemi oktató                  | 083 | –      |
| augusztus 18. | Julio Caro Baroja          | spanyol antropológus, történész, nyelvész                                    | 080 |        |
| augusztus 18. | Alex Joffé                 | francia forgatókönyvíró, filmrendező                                         | 076 |        |
| augusztus 16. | Bálint György              | színész, rendező                                                             | 089 | –      |
| augusztus 13. | Pierre-Jakez Hélias        | francia-breton író, újságíró                                                 | 081 |        |
| augusztus 13. | Kállai Klára               | természetgyógyász, gasztronómiai szakíró                                     | 072 | –      |
| augusztus 13. | Mickey Mantle              | amerikai baseballozó                                                         | 063 |        |
| augusztus 11. | Alonzo Church              | amerikai matematikus és logikus, a számításelmélet egyik megalapozója        | 092 | –      |
| augusztus 8.  | Kurt Becher                | német SS-ezredes                                                             | 085 | –      |
| augusztus 8.  | Carol Hughes               | amerikai színésznő                                                           | 085 |        |
| augusztus 4.  | Antonio Leonviola          | olasz filmrendező, forgatókönyvíró                                           | 082 |        |
| augusztus 3.  | Ida Lupino                 | amerikai színésznő, filmrendező                                              | 077 |        |
| augusztus 2.  | Juan López Moctezuma       | mexikói színész, filmrendező, producer                                       | 063 |        |
| augusztus 1.  | Julián Berrendero          | spanyol kerékpárversenyző                                                    | 083 |        |
| augusztus 1.  | Feleki Sári                | színésznő                                                                    | 074 | –      |
| augusztus 1.  | Rudolph F. Zallinger       | orosz származású amerikai festő                                              | 075 |        |

## Július
| Dátum      | Név                             | Foglalkozás / tisztség                                                                      | Kor | Forrás |
| ---------- | ------------------------------- | ------------------------------------------------------------------------------------------- | --- | ------ |
| július 31. | Nyikolaj Dmitrijevics Kuznyecov | orosz mérnök, akadémikus, repülőgép-hajtómű tervező                                         | 084 | –      |
| július 31. | Lola Todd                       | amerikai színésznő                                                                          | 091 |        |
| július 30. | Aleksander Bardini              | lengyel színész                                                                             | 081 |        |
| július 30. | Nando Cicero                    | olasz színész, filmrendező                                                                  | 064 |        |
| július 30. | Alfredo Giannetti               | olasz forgatókönyvíró, filmrendező                                                          | 071 |        |
| július 29. | Severino Varela                 | uruguayi labdarúgó                                                                          | 081 |        |
| július 27. | Rózsa Miklós                    | Oscar-díjas zeneszerző                                                                      | 088 | –      |
| július 27. | Nida Senff                      | olimpiai bajnok (1936) holland úszó                                                         | 075 |        |
| július 26. | Boy Lornsen                     | német író, szobrász                                                                         | 072 |        |
| július 25. | Osvaldo Pugliese                | argentin zongorista, tangó-zeneszerző                                                       | 089 |        |
| július 25. | Szabó Lajos                     | Munkácsy-díjas festőművész, portréfestő                                                     | 069 |        |
| július 24. | Borbás Tibor                    | Munkácsy-díjas szobrász és éremművész                                                       | 052 | –      |
| július 24. | Jerry Lordan                    | brit énekes, zeneszerző                                                                     | 061 | –      |
| július 22. | Stark Ervin                     | orvos, endokrinológus, fiziológus, patológus, az orvostudomány doktora, az MTA rendes tagja | 072 | –      |
| július 21. | Genevieve Tobin                 | amerikai színésznő                                                                          | 095 |        |
| július 20. | Ernest Mandel                   | belga marxista közgazdász, politikus, a Negyedik Internacionálé egyik vezetője              | 062 |        |
| július 20. | Váczy Leona                     | bibliográfus, könyvtártudományi szakíró                                                     | 081 | –      |
| július 19. | René Privat                     | francia kerékpárversenyző                                                                   | 064 |        |
| július 18. | Fabio Casartelli                | olimpiai bajnok (1992) olasz kerékpárversenyző                                              | 024 |        |
| július 17. | Harvey Charters                 | olimpiai ezüstérmes (1936) kanadai kenus                                                    | 083 |        |
| július 17. | Juan Manuel Fangio              | ötszörös világbajnok argentin Formula–1-es autóversenyző                                    | 084 | –      |
| július 16. | Patsy Ruth Miller               | amerikai színésznő                                                                          | 091 |        |
| július 16. | Stephen Spender                 | angol költő, műfordító, elbeszélő, esszéista és szerkesztő                                  | 086 | –      |
| július 16. | Vajda László                    | Jászai-díjas színművész                                                                     | 051 | –      |
| július 14. | Hegyi Endre                     | költő, műfordító, nyelvész                                                                  | 079 | –      |
| július 12. | Molnár Zoltán                   | költő                                                                                       | 023 |        |
| július 8.  | Kovács Pál                      | hatszoros olimpiai bajnok vívó, sportvezető, honvédtiszt                                    | 082 |        |
| július 7.  | Rózsa Elemér                    | jezsuita szerzetes                                                                          | 076 |        |
| július 6.  | Aziz Nesin                      | török író, humorista                                                                        | 079 | –      |
| július 6.  | Sipos Ferenc                    | plébános, általános helynök, apostoli kormányzó                                             | 078 | –      |
| július 6.  | Szabados Ambrus                 | színész                                                                                     | 082 |        |
| július 5.  | Renato Baldini                  | olasz színész                                                                               | 073 |        |
| július 5.  | Jüri Järvet                     | észt színész                                                                                | 076 | –      |
| július 3.  | Pancho Gonzales                 | amerikai teniszező                                                                          | 067 |        |

## Június
| Dátum      | Név                             | Foglalkozás / tisztség                                                             | Kor | Forrás |
| ---------- | ------------------------------- | ---------------------------------------------------------------------------------- | --- | ------ |
| június 30. | Georgij Tyimofejevics Beregovoj | szovjet űrhajós, tábornok, fizikus                                                 | 074 |        |
| június 29. | Lana Turner                     | amerikai színésznő                                                                 | 074 | –      |
| június 25. | Warren E. Burger                | amerikai jogász, politikus, főbíró                                                 | 087 |        |
| június 25. | Prileszky Csilla                | tanár, műfordító                                                                   | 056 | –      |
| június 25. | Tamássy István                  | állami díjas kertészmérnök, növénynemesítő, egyetemi tanár, az MTA rendes tagja    | 070 | –      |
| június 25. | Ernest Walton                   | Nobel-díjas ír fizikus                                                             | 091 |        |
| június 21. | Al Adamson                      | amerikai filmrendező, producer                                                     | 065 |        |
| június 21. | Binder Pál                      | pedagógus, könyvtáros, történész, újságíró                                         | 060 | –      |
| június 20. | Emil Cioran                     | román-francia filozófus, író                                                       | 084 |        |
| június 16. | Szabó Zoltán Gábor              | kétszeres Kossuth-díjas fiziko-kémikus, egyetemi tanár, az MTA rendes tagja (1964) | 087 | –      |
| június 15. | Preben Lerdorff Rye             | dán színész                                                                        | 078 | [ 7 ]  |
| június 14. | Rory Gallagher                  | ír zenész (Taste), dalszerző, zenekarvezető                                        | 047 | –      |
| június 12. | Arturo Benedetti Michelangeli   | olasz zongoraművész                                                                | 076 |        |
| június 8.  | Juan Carlos Onganía             | argentin katonatiszt, politikus, diktátor (1966–1970)                              | 081 |        |
| június 5.  | Marvel Moreno                   | kolumbiai író                                                                      | 055 | –      |
| június 3.  | Jean-Patrick Manchette          | francia író                                                                        | 052 |        |

## Május
| Dátum     | Név                           | Foglalkozás / tisztség                                                           | Kor | Forrás |
| --------- | ----------------------------- | -------------------------------------------------------------------------------- | --- | ------ |
| május 29. | Horváth Károly                | irodalomtörténész, egyetemi tanár                                                | 086 | –      |
| május 28. | Daniela Rocca                 | olasz színésznő                                                                  | 057 |        |
| május 28. | Arifin C. Noer                | indonéz filmproducer                                                             | 054 |        |
| május 28. | Tehsîn Teha                   | iraki kurd zenész                                                                | 054 |        |
| május 26. | Friz Freleng                  | amerikai animátor, rajzfilmes, filmrendező és producer (Bolondos dallamok)       | 089 | –      |
| május 26. | Eriprando Visconti            | olasz forgatókönyvíró, filmrendező                                               | 062 |        |
| május 25. | Élie Bayol                    | francia Formula–1-es autóversenyző                                               | 081 | –      |
| május 25. | Krešimir Ćosić                | olimpiai bajnok (1980) jugoszláv-horvát kosárlabdázó                             | 056 |        |
| május 25. | Alice Day                     | amerikai színésznő                                                               | 089 |        |
| május 25. | Dany Robin                    | francia színésznő                                                                | 068 |        |
| május 24. | Karácsonyi Béla               | Kossuth-díjas történész, középlatin filológus, egyetemi docens, könyvtárigazgató | 075 | –      |
| május 24. | Harold Wilson                 | brit politikus, miniszterelnök (1964–1970 és 1974–1976)                          | 079 |        |
| május 21. | Annie M.G. Schmidt            | holland költő, író                                                               | 084 |        |
| május 19. | Robert S. Dietz               | amerikai geológus, geofizikus, oceanográfus                                      | 080 |        |
| május 19. | Páskándi Géza                 | erdélyi magyar író, költő, esszéíró, drámaíró, publicista                        | 062 | –      |
| május 18. | Bor Ambrus                    | író, műfordító, publicista                                                       | 073 | –      |
| május 18. | Elisha Cook                   | amerikai színész                                                                 | 091 |        |
| május 18. | Alexander Godunov             | orosz-amerikai balett-táncos, filmszínész (Drágán add az életed!)                | 045 |        |
| május 18. | Juan Gyenes                   | magyar származású fotóművész                                                     | 082 | –      |
| május 18. | Peter van de Kamp             | holland-amerikai csillagász                                                      | 093 |        |
| május 18. | Elizabeth Montgomery          | amerikai színésznő                                                               | 062 |        |
| május 18. | Sabine Sinjen                 | német színésznő                                                                  | 052 |        |
| május 16. | Lola Flores                   | spanyol énekesnő, táncosnő                                                       | 072 |        |
| május 16. | Raymond Lyttleton             | brit matematikus és csillagász                                                   | 084 |        |
| május 14. | Christian Anfinsen            | Nobel-díjas amerikai biokémikus                                                  | 079 | –      |
| május 14. | Kozmutza Flóra                | gyógypedagógus, pszichológus, Illyés Gyula felesége                              | 089 | –      |
| május 12. | Kovács István                 | labdarúgó                                                                        | 074 | –      |
| május 12. | Arthur Lubin                  | amerikai filmrendező                                                             | 096 |        |
| május 12. | Mia Martini                   | olasz énekesnő                                                                   | 047 | –      |
| május 11. | Sárai Tibor                   | Kossuth- és Erkel-díjas zeneszerző, zenepedagógus                                | 076 | –      |
| május 10. | Steffie Spira                 | német színésznő                                                                  | 086 |        |
| május 9.  | Jeanne Darville               | dán színésznő                                                                    | 070 |        |
| május 8.  | Teresa Teng                   | tajvani énekesnő, színésznő, filantróp                                           | 042 |        |
| május 7.  | María Luisa Bemberg           | argentin forgatókönyvíró, filmrendező                                            | 073 | [ 8 ]  |
| május 6.  | Gottfried Haberler            | osztrák-amerikai közgazdász                                                      | 094 |        |
| május 6.  | Karakas Éva                   | nemzetközi nagymester, sakkpedagógus, szakíró, mesteredző                        | 073 | –      |
| május 5.  | Mihail Moiszejevics Botvinnik | szovjet sakkozó, sakknagymester                                                  | 083 | –      |
| május 3.  | Nicolás Lindley López         | perui katonatiszt, politikus, elnök (1963–1968)                                  | 086 | –      |
| május 1.  | Jámbor László                 | operaénekes                                                                      | 083 | –      |

## Április
| Dátum       | Név                      | Foglalkozás / tisztség                                                 | Kor | Forrás                                                      |
| ----------- | ------------------------ | ---------------------------------------------------------------------- | --- | ----------------------------------------------------------- |
| április 30. | Jadwiga Kuryluk          | lengyel színésznő                                                      | 082 |                                                             |
| április 27. | Katherine DeMille        | kanadai-amerikai színésznő                                             | 083 |                                                             |
| április 27. | Willem Frederik Hermans  | holland író, geofizikus                                                | 073 | –                                                           |
| április 27. | George Stam              | holland orgonaművész, zeneszerző, zenepedagógus                        | 089 | Archiválva 2021. június 14-i dátummal a Wayback Machine-ben |
| április 26. | Willi Krakau             | német autóversenyző                                                    | 083 |                                                             |
| április 25. | Andrea Fortunato         | olasz labdarúgó                                                        | 023 | –                                                           |
| április 25. | Alexander Knox           | kanadai színész, író                                                   | 088 | [ 9 ]                                                       |
| április 25. | Ginger Rogers            | Oscar-díjas amerikai színésznő                                         | 083 | –                                                           |
| április 24. | Joszif Jefimovics Hejfic | orosz filmrendező, forgatókönyvíró                                     | 089 | –                                                           |
| április 23. | Kőszegi Imre             | József Attila-díjas író                                                | 092 | –                                                           |
| április 22. | Gelencsér József         | állatorvos                                                             | 053 |                                                             |
| április 22. | Don Pullen               | amerikai dzsesszorgonista és -zongorista                               | 053 |                                                             |
| április 21. | Náray Teri               | színésznő                                                              | 078 | –                                                           |
| április 20. | Milovan Đilas            | montenegrói szerb politikus, író                                       | 083 | –                                                           |
| április 18. | Arturo Frondizi          | argentin katonatiszt, politikus, elnök (1958–1962)                     | 086 |                                                             |
| április 18. | Rózsa Endre              | József Attila- és Bethlen Gábor-díjas magyar költő                     | 053 |                                                             |
| április 16. | Cheyenne Brando          | tahiti modell, Marlon Brando lánya                                     | 025 |                                                             |
| április 16. | Alfred Ryder             | amerikai színész                                                       | 079 |                                                             |
| április 14. | Burl Ives                | amerikai színész, énekes, zenész, író                                  | 085 |                                                             |
| április 10. | Fischer Annie            | háromszoros Kossuth-díjas magyar zongorista, kiváló művész             | 080 | –                                                           |
| április 10. | Günter Guillaume         | a német Stasi hírszerzőtisztje                                         | 068 | –                                                           |
| április 9.  | Edda Mussolini           | olasz grófné, Benito Mussolini lánya                                   | 084 |                                                             |
| április 7.  | Balogh Kálmán            | geológus, egyetemi tanár, az Állami Földtani Intézet igazgatója (1953) | 079 | –                                                           |
| április 6.  | V. J. Sukselainen        | finn politikus, miniszterelnök (1957 és 1959–1961)                     | 088 |                                                             |
| április 4.  | Priscilla Lane           | amerikai színésznő                                                     | 079 |                                                             |
| április 3.  | Szemere Vera             | színésznő                                                              | 071 | –                                                           |
| április 2.  | Hannes Alfvén            | svéd Nobel-díjas plazmafizikus                                         | 086 |                                                             |
| április 1.  | Szalay Lajos             | Kossuth-díjas grafikus                                                 | 086 |                                                             |

## Március
| Dátum       | Név                      | Foglalkozás / tisztség                                                                   | Kor | Forrás |
| ----------- | ------------------------ | ---------------------------------------------------------------------------------------- | --- | ------ |
| március 31. | Selena                   | Grammy-díjas mexikói-amerikai származású texasi énekesnő                                 | 023 |        |
| március 29. | Antony Hamilton          | brit származású amerikai modell, színész (Mission: Impossible – Az akciócsoport sorozat) | 042 | –      |
| március 29. | Jimmy McShane            | északír italodisco énekes (Baltimora)                                                    | 037 | –      |
| március 27. | Nyéki Imre               | úszó, edző                                                                               | 066 | –      |
| március 26. | Eazy-E                   | amerikai rapper, az N.W.A tagja                                                          | 030 |        |
| március 25. | Stuart Milner-Barry      | brit sakkozó                                                                             | 088 | –      |
| március 24. | Joseph Needham           | brit tudós, történész, sinológus                                                         | 094 | –      |
| március 24. | Carlo Pavesi             | olimpiai és világbajnok olasz párbajtőrvívó                                              | 071 |        |
| március 21. | Bud Walton               | amerikai üzletember a Walmart egyik alapítója                                            | 073 | –      |
| március 20. | Sidney Kingsley          | amerikai drámaíró                                                                        | 088 |        |
| március 20. | Luis Saslavsky           | argentin filmrendező                                                                     | 091 |        |
| március 19. | Nike Ardilla             | indonéz énekesnő, színésznő, modell                                                      | 019 |        |
| március 19. | Trevor Blokdyk           | dél-afrikai motorkerékpár- és autóversenyző                                              | 059 |        |
| március 17. | José María Forqué        | spanyol filmrendező                                                                      | 072 |        |
| március 16. | Albert Hackett           | amerikai színész és forgatókönyvíró                                                      | 095 |        |
| március 16. | Heinrich Sutermeister    | svájci zeneszerző                                                                        | 084 |        |
| március 14. | William Alfred Fowler    | amerikai Nobel-díjas asztrofizikus                                                       | 083 | –      |
| március 14. | Kocsis Albert            | hegedűművész                                                                             | 064 | –      |
| március 10. | Ovidi Montllor           | spanyol színész, énekes                                                                  | 053 |        |
| március 10. | Dicky Zulkarnaen         | indonéz színész                                                                          | 055 |        |
| március 9.  | Bornyi Gyula             | operatőr                                                                                 | 065 | –      |
| március 8.  | Ingo Schwichtenberg      | német power metal dobos (Helloween)                                                      | 029 |        |
| március 6.  | Franco Bertinetti        | olimpiai és világbajnok olasz párbajtőrvívó                                              | 071 |        |
| március 6.  | Barbara Kwiatkowska-Lass | lengyel színésznő                                                                        | 054 |        |
| március 5.  | Frieda Belinfante        | holland-amerikai csellista, karmester                                                    | 090 |        |
| március 5.  | Vivian Stanshall         | angol zenész, énekes, dalszerző                                                          | 051 |        |
| március 3.  | Csokán Pál               | vegyészprofesszor, a korróziókutatás kiemelkedő alakja                                   | 080 | –      |
| március 3.  | Kenneth Dagnall          | angol nemzetközi labdarúgó-játékvezető                                                   | 074 | –      |
| március 3.  | Zádor Anna               | Kossuth-díjas művészettörténész, egyetemi tanár, a művészettörténet-tudományok doktora   | 090 | –      |
| március 2.  | Abafáy Gusztáv           | romániai magyar író, publicista, irodalomtörténész                                       | 093 | –      |
| március 2.  | Suzanne Basdevant        | francia jogtudós                                                                         | 088 |        |

## Február
| Dátum          | Név                    | Foglalkozás / tisztség                                                                                | Kor | Forrás |
| -------------- | ---------------------- | --- | --- | ------ |
| Ismeretlen nap | Domokos Sámuel         | irodalomtörténész, folklórkutató, műfordító, bibliográfus                                             | 081 |        |
| február 27.    | Gőcze Sándor           | labdarúgó, edző                                                                                       | 073 |        |
| február 25.    | Recht Márta            | kötőipari szakíró                                                                                     | 090 |        |
| február 23.    | Fischer József         | építész, szociáldemokrata politikus, országgyűlési képviselő, a harmadik Nagy Imre-kormány minisztere | 093 | –      |
| február 23.    | James Herriot          | brit állatorvos, író                                                                                  | 078 | –      |
| február 22.    | Ed Flanders            | amerikai színész                                                                                      | 060 |        |
| február 22.    | Emmanuel Roblès        | francia író                                                                                           | 080 |        |
| február 21.    | Bárány István          | olimpiai ezüst- és bronzérmes, Európa-bajnok úszó, mesteredző, sportvezető, szakíró                   | 087 | –      |
| február 19.    | John Howard            | amerikai színész                                                                                      | 081 |        |
| február 16.    | Julia Ferrer           | perui költő, író                                                                                      | 069 |        |
| február 16.    | Victor Kernbach        | román vallástörténész, mítoszkutató, filozófus, író, költő, műfordító, szerkesztő                     | 071 | –      |
| február 14.    | Michael V. Gazzo       | amerikai színész, forgatókönyvíró                                                                     | 071 |        |
| február 14.    | U Nu                   | burmai politikus                                                                                      | 087 | –      |
| február 13.    | Alberto Burri          | olasz festő, szobrász                                                                                 | 079 |        |
| február 11.    | Harry Merkel           | német autóversenyző                                                                                   | 077 |        |
| február 9.     | Ignazio Spalla         | olasz színész                                                                                         | 070 |        |
| február 9.     | David Wayne            | amerikai színész                                                                                      | 081 |        |
| február 8.     | Machovits István       | Kossuth-díjas darutervező mérnök                                                                      | 088 | –      |
| február 7.     | Massimo Pallottino     | olasz etruszkológus                                                                                   | 085 | –      |
| február 6.     | Blanca Jeannette Kawas | hondurasi környezetvédő aktivista                                                                     | 049 |        |
| február 6.     | Mira Lobe              | osztrák gyermekkönyvíró                                                                               | 081 |        |
| február 6.     | Maruja Mallo           | spanyol-galiciai szürrealista festőművész                                                             | 093 |        |
| február 6.     | James Merrill          | Pulitzer-díjas amerikai költő                                                                         | 068 |        |
| február 6.     | Art Taylor             | amerikai dzsesszdobos                                                                                 | 065 |        |
| február 2.     | André Frossard         | francia újságíró, esszéíró                                                                            | 080 |        |
| február 2.     | Fred Perry             | angol teniszező                                                                                       | 085 |        |
| február 2.     | Donald Pleasence       | angol színész                                                                                         | 075 | –      |
| február 2.     | Rózsavölgyi Lajos      | labdarúgó, csatár                                                                                     | 069 | –      |
| február 1.     | Antal Róbert           | olimpiai bajnok vízilabdázó                                                                           | 073 | –      |

## Január
| Dátum      | Név                | Foglalkozás / tisztség                                            | Kor | Forrás |
| ---------- | ------------------ | ----------------------------------------------------------------- | --- | ------ |
| január 31. | George Abbott      | amerikai drámaíró, rendező, producer                              | 107 |        |
| január 31. | Balthazár Lajos    | vívó, sportvezető                                                 | 073 | –      |
| január 30. | Gerald Durrell     | indiai származású brit zoológus, író                              | 070 | –      |
| január 30. | Schuller Rudolf    | erdélyi magyar műfordító, író                                     | 078 | –      |
| január 30. | Uszta Gyula        | erdész, katonatiszt, altábornagy                                  | 080 | –      |
| január 29. | Herceg János       | vajdasági magyar író, szerkesztő, műfordító                       | 085 | –      |
| január 29. | Nádai István       | erdélyi magyar színész                                            | 084 | –      |
| január 27. | Jean Tardieu       | francia költő, író                                                | 091 |        |
| január 26. | Rödönyi Károly     | magyar közlekedésügyi szakpolitikus, miniszter (1974–1976)        | 083 |        |
| január 25. | John Smith         | amerikai színész                                                  | 063 |        |
| január 24. | Chris Baldo        | luxemburgi énekes, zenész                                         | 051 |        |
| január 21. | Halász János       | rajzfilmrendező, szakíró, grafikus, filmproducer, forgatókönyvíró | 082 | –      |
| január 21. | Szekrényesy Attila | olimpikon műkorcsolyázó                                           | 082 | –      |
| január 20. | Mehdi Bazargan     | iráni politikus, miniszterelnök (1979)                            | 087 |        |
| január 19. | Patricia Teherán   | kolumbiai énekesnő                                                | 025 |        |
| január 18. | Csaba László       | építész                                                           | 070 | –      |
| január 18. | Roger Gilson       | luxemburgi kerékpárversenyző                                      | 047 |        |
| január 18. | Vathy Ákos         | bíró                                                              | 051 |        |
| január 17. | Miguel Torga       | portugál költő, író                                               | 087 |        |
| január 16. | Sík Ferenc         | Kossuth- és Jászai Mari-díjas rendező                             | 063 | –      |
| január 13. | Villányi Zsigmond  | olimpiai és világbajnoki ezüstérmes öttusázó, edző                | 045 |        |
| január 12. | Kay Aldridge       | amerikai modell, színésznő                                        | 077 |        |
| január 11. | Nagy János         | irodalomtörténész, középiskolai vezető tanár, egyetemi docens     | 073 |        |
| január 9.  | Gisela Mauermayer  | olimpiai bajnok német diszkoszvetőnő                              | 081 | –      |
| január 8.  | Ballya Hugó        | Európa-bajnok evezős, edző                                        | 086 | –      |
| január 8.  | Carlos Monzón      | argentin ökölvívó                                                 | 052 |        |
| január 7.  | Harry Golombek     | lengyel-zsidó származású amerikai sakkozó, sakkszakíró            | 083 |        |
| január 7.  | Murray Rothbard    | amerikai közgazdász                                               | 068 |        |
| január 6.  | Balás Gábor        | jogtörténész, író                                                 | 085 | –      |
| január 4.  | Dorothy Granger    | amerikai színésznő                                                | 083 |        |
| január 1.  | Ted Hawkins        | amerikai blues-énekes, gitáros, dalszerző                         | 058 |        |
| január 1.  | Kovalik Károly     | újságíró, riporter                                                | 067 | –      |
| január 1.  | Wigner Jenő        | Nobel- és Einstein-díjas magyar–amerikai fizikus                  | 092 | –      |